# 31973 Ashwindatta
31973 Ashwindatta è un asteroide della fascia principale. Scoperto nel 2000, presenta un'orbita caratterizzata da un semiasse maggiore pari a 2,4627757 UA e da un'eccentricità di 0,1483515, inclinata di 7,06276° rispetto all'eclittica.